# 佐々木氏信
佐々木 氏信（ささき うじのぶ）は、鎌倉時代中期の武将・御家人。佐々木氏支流京極氏の始祖。京極氏信とも。鎌倉の桐ヶ谷にも住しており、桐谷氏とも呼ばれた。

## 生涯
承久2年（1220年）、後に近江国守護に任ぜられる佐々木信綱と、川崎為重の娘との間に四男として生まれたとされる。2代執権・北条義時の娘との間に生まれたとする説もある。
仁治3年（1242年）に父が死去し、江北に在る高島、伊香、浅井、坂田、犬上、愛智の六郡と京都の京極高辻の館を継ぐ。これにより子孫は後に京極氏と呼ばれるようになり、江南と京都の六角堂近くの館を継いだ三兄・泰綱は佐々木本家を継ぎ六角氏の祖となる。長兄・重綱と次兄・高信も坂田郡大原庄と高島郡田中郷を相続、大原氏・高島氏の祖となる。
文永2年（1265年）に引付衆、翌年には評定衆に加わり、弘安6年（1283年）には近江守へと任ぜられ、この頃には後に京極氏の菩提寺となる清滝寺（後の徳源院）を創建している。永仁3年（1295年）5月3日、死去。享年76。
長男の頼氏は桐谷に住み別家を立てた。次男の範頼、三男の満信は共に早世したため、四男の宗綱が家督を継ぐ。